# Jan Węgleński

Herb szlachecki Szreniawa

Jan Węgleński (ur. ok. 1765, zm. w 1835) – polski ziemianin, adwokat, minister skarbu w Księstwie Warszawskim i w Królestwie Kongresowym, członek Rady Ogólnej Komisji Rządowej Wyznań Religijnych i Oświecenia Publicznego w 1830 roku, członek Izby Najwyższej Wojennej i Administracji Publicznej w 1806 roku, kawaler Orderu Orła Białego.

## Życiorys
Ukończył prawo na Akademii Zamojskiej. W latach 80. XVIII wieku był członkiem palestry lubelskiej.
Po przeniesieniu do Warszawy został ministrem przychodów i skarbu w rządzie Stanisława Kostki Potockiego w okresie od 13 lipca 1809 do 30 września 1810 roku. Do 1811 roku był członkiem Sądu Kasacyjnego.
W 1809 roku był jednym z pomysłodawców i fundatorów oraz darczyńcą kamienia węgielnego pomnika Mikołaja Kopernika w Toruniu. W 1812 roku jako członek Towarzystwa Królewskiego Gospodarczo-Rolniczego przystąpił do Konfederacji Generalnej Królestwa Polskiego. W latach 1816–1818 był prezesem Izby Obrachunkowej. W latach 1818–1821 był ponownie ministrem przychodu i skarbu, już w Królestwie Kongresowym (przed Franciszkiem Ksawerym Druckim Lubeckim), później, od 1825 roku był ministrem stanu. Był członkiem Rady Administracyjnej i Rady Stanu, członkiem Rady Ogólnej Komisji Rządowej Wyznań Religijnych i Oświecenia Publicznego (w 1830 roku).
Należały do niego m.in. dobra w Świdnikach (gmina Miączyn). W 1826 roku ufundował cerkiew greckokatolicką w Miączynie. Była to duża świątynia murowana z zakrystią i dwuspadowym dachem (w 1918 roku zamieniono ją na kościół katolicki). Węgleński ofiarował także ziemię na miączyński cmentarz parafialny. 
Był kawalerem Orderu Orła Białego.
Po śmierci został pochowany na cmentarzu parafialnym parafii św. Michała w Miączynie, mimo innej wiary, wtedy cmentarz był greckokatolicki. Na cmentarzu znajduje się jego pomnik: okazały krzyż kamienny z napisem „Ceniąc cnotę chłopka polskiego, żądał aby ciało w pośród wieyskiego jego włości smętarza spoczywało”.

## Życie rodzinne
Bratem Jana był Franciszek Węgleński – minister sprawiedliwości w Radzie Administracyjnej Królestwa Kongresowego.